# Aviario del Parque Metropolitano de Santiago
El Aviario del Parque Metropolitano de Santiago será un jardín zoológico chileno de tipo aviario ubicado en el Parque Metropolitano de Santiago, el parque urbano ubicado en Santiago de Chile, capital del país. En la actualidad se encuentra en construcción y será el reemplazo del actual aviario del Zoológico Nacional de Chile, de menores dimensiones, el cual será cerrado y todas las especies que habitan allí, serán trasladadas al nuevo aviario junto a otras especies de aves, en especial endémicas de la fauna de Chile. Con un espacio de diez mil metros cuadrados construidos, será el aviario más grande del país y uno de los más grandes de América Latina.

## Historia
Como parte de un proceso de reestructuración y de ampliación del Zoológico Nacional en diferentes temáticas, además de hacer un uso provechoso de los espacios vacíos del parque urbano, el Ministerio de Vivienda y Urbanismo, organismo gubernamental que administra el parque público estatal, contempló la idea de construir un aviario sobre unos terrenos en desuso (antiguas canteras) como parte del proyecto «Ecoparque», inaugurado por el ministro de la cartera, Cristián Monckeberg, que pretende dar un enfoque ecologista y de desarrollo sostenible al pulmón verde de la ciudad, incorporando elementos como la biodiversidad de especies y el cuidado al medioambiente, promoviendo conceptos como la conservación ambiental, la eficiencia energética y el reciclaje. En consecuencia, el MINVU abrió el proceso de licitación pública en septiembre de 2019 para el diseño y posterior ejecución de obras para el aviario, que se ha propuesto que sea inaugurado en agosto de 2021.

## Especies de aves

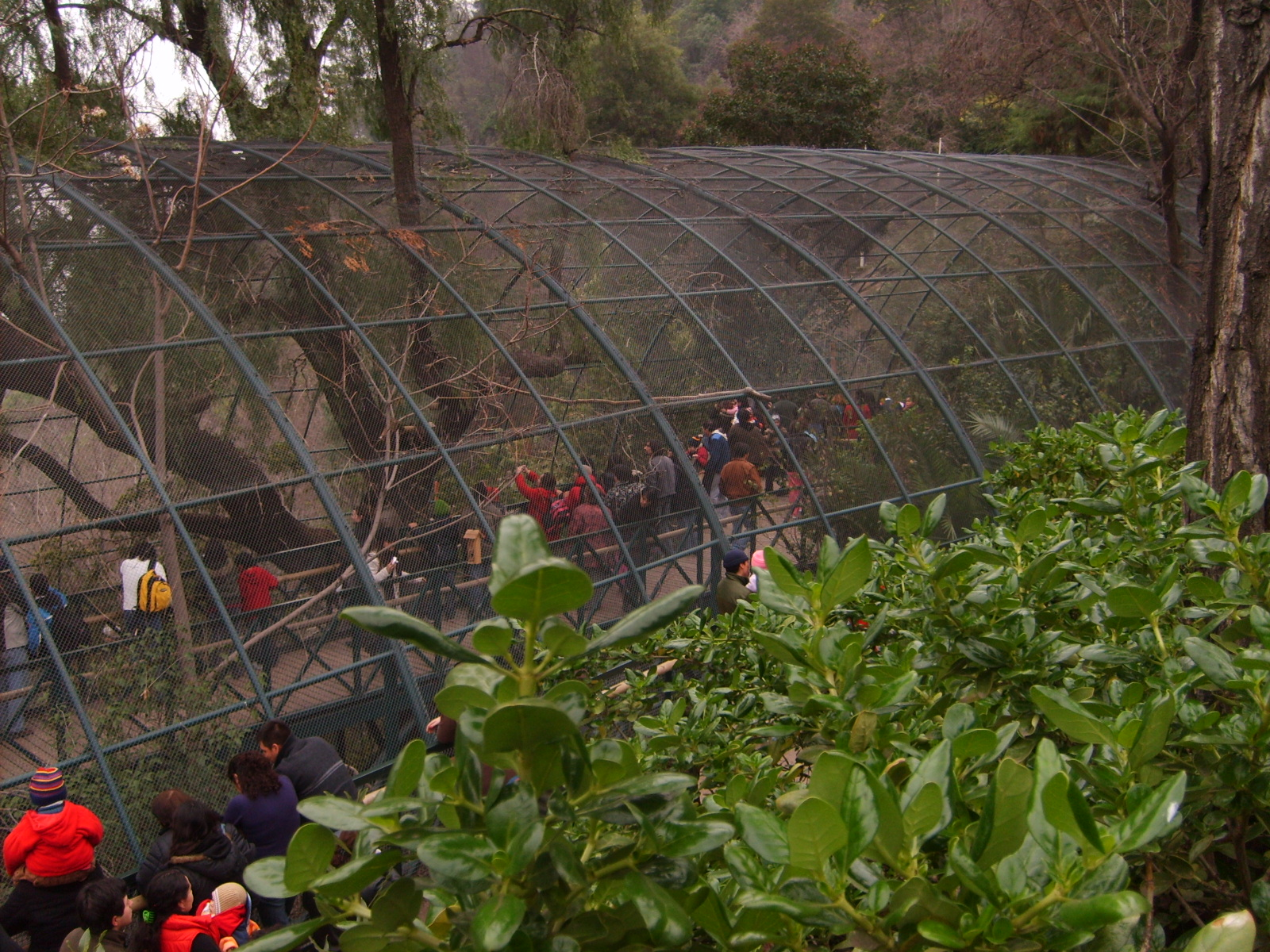
Actual aviario del Zoológico Nacional de Chile, que será cerrado una vez inaugurado el nuevo aviario.

El proyecto está contemplado para albergar cincuenta especies diferentes de aves. Sumado al traslado de todas las aves que se encuentran en el aviario del Zoológico Nacional, que tiene una dimensión de mil metros cuadrados, está proyectada la incorporación de nuevas especies de aves endémicas del país como parte del proyecto «Chile Nativo», que le brindará un mayor espacio a las aves que ya se encuentran en un espacio más reducido en el aviario actual, pudiendo incluso volar cómodamente dentro de las dependencias aquellas especies que pueden hacerlo. Entre las aves que incluirán en el aviario está el cóndor andino (ave nacional de Chile), el flamenco chileno, la parina grande (o chururu) y la parina chica, el piuquén (o cauquén), la tagua cornuda, los patos jergón chico, puna y juarjal.